# Terrena
Terrena er et fransk fødevarekooperativ, der ejes af ca. 21.000 landmænd. Virksomheden blev etableret i 2004 ved en fusion mellem kooperativerne Cana, Caval og GCA..
De omsætter for ca. 4,9 mia. euro, og der er ca. 14.000 ansatte.